# Sid Bidewell
Sid Bidewell (Watford, 6 giugno 1918 – novembre 2003) è stato un allenatore di calcio e calciatore inglese, di ruolo attaccante.

## Carriera

### Giocatore
Dopo aver giocato con St Albans City e Wealdstone, esordisce tra i professionisti con la maglia del Chelsea nella stagione 1937-1938, in prima divisione, all'età di 19 anni.
In particolare, gioca il suo primo incontro con il club il 4 dicembre 1937, all'età di 19 anni, nella vittoria casalinga per 4-2 contro l'Huddersfield Town: nell'occasione mette anche a segno una doppietta, realizzando così le sue uniche reti in carriera in prima divisione. Nel corso del campionato 1937-1938 gioca poi ulteriori 3 partite (l'11 dicembre 1937 sul campo del Derby County, il 18 dicembre in casa contro il Wolverhampton ed infine il 27 dicembre in trasferta contro il Charlton). Nella stagione 1938-1939 rimane in rosa nel club londinese, senza disputare ulteriori partite; durante la Seconda guerra mondiale, dopo aver partecipato al conflitto (con il grado di Vice caporale), riprende la carriera agonistica giocando saltuariamente nei vari tornei bellici sia con il Chelsea che, sporadicamente, con altri club a cui viene ceduto in prestito per brevi periodi (Wrexham e Southampton). Nei mesi di marzo ed aprile del 1946 viene invece ceduto in prestito al Colchester Utd, con cui gioca una partita in Southern Football League (all'epoca la principale lega non professionistica inglese) e 6 partite (con 4 reti segnate) nella Southern League Cup.
Per la stagione 1946-1947, alla normale ripresa dei campionati dopo il periodo bellico, Bidewell, ormai ventottenne, viene svincolato dal Chelsea e va a giocare nei semiprofessionisti del Gravesend & Northfleet, dove rimane per 2 anni. Passa quindi al Chelmsford City, dove rimane per ulteriori 3 stagioni.

### Allenatore
Ha allenato l'Hemel H. Town.